# شرکت پایانه کانال سوئز
شرکت پایانه کانال سوئز (عربی: شركة قناة السويس للحاويات) شرکت ترابری مصری است، که در سال ۲۰۰۰ تأسیس شد.